# Василів Павло Васильович
Павло́ Васи́льович Васи́лів (нар. 10 липня 2000 — пом. 21 червня 2023) — молодший сержант Збройних Сил України, учасник російсько-української війни, який загинув під час російського вторгнення в Україну.

## Нагороди
8 листопада 2023 року відповідно до указу Президента України № 741/2023 Павла Василіва за особисту мужність, виявлену у захисті державного суверенітету та територіальної цілісності України, самовіддане виконання військового обов'язку було посмертно відзначено державною нагородою: орденом «За мужність» ІІІ ступеня.